# Томас Монтелеоне
Томас Монтелеоне (на английски: Thomas Francis Monteleone) е американски писател на научна фантастика и на хорър трилъри.

## Биография и творчество
Томас Монтелеоне е роден на 14 април 1946 г. в Балтимор, Мериленд, САЩ. Решава, че иска да бъде писател още на 12 г. и със спестени пари от косене на тревни площи си купува механична пишеща машина. Чете много комикси и джобни издания, от които получава вдъхновението си. През 1968 г. завършва образованието си в йезуитски колеж със степен по психология и литература.
Започва да пише разкази, които не са одобрени от издателите. През 1972 г. продава първия си разказ за 30$. Разказите му стават постепенно популярни и дори на два пъти е номиниран за наградата „Небюла“ (1976 „Breath's a Ware That Will Not Keep“, 1977 „Camera Obscura“). През 1978 „Camera Obscura“ е номинирана и за наградата „Локус“. Той е публикувал повече от 100 кратки разкази в множество списания и в много от сборниците за най-доброто от годината. За някои от ранните си произведения е ползвал псевдоними „Mario Martin, Jr.“ и „Brian T. Lo Medico“.
Първият му научнофантастичен роман публикуван през 1975 г. „Seeds of Change“ е неуспешен. Макар и много добри и следващите му романи не правят пробив, тъй като се основават на най-популярните теми и няма нещо изключително. Около 1980 г. той се насочва към жанра на ужасите и мрачната фантазия. Оттогава той е автор на много популярни романи и разкази в тези жанрове. Романът му „Кръвта на Агнеца“ получава наградата „Брам Стокър“ през 1993 г., а „The New York Times“ го обявява за „забележителна книга на годината“.
Заедно със своята съпруга Елизабет, Монтелеоне е редактор е на антологиите за хорор фантастика „Borderlands“ – ограничени издания за високо качествена хорор фантастика. Те се издават от основаната през 1989 г. от него компания „Borderlands Press“. Тези антологии са силно ценени от критиката и „Borderlands 5“ получава наградата „Брам Стокър“ през 2003 година.
Монтелеоне е автор на прословутата документална хумористична антология „The Mothers And Fathers Italian Association", която се издава периодично в списание „Dance Cemetery“ и в сборник от „Borderlands press“ (2003), за който е получил наградата „Брам Стокър“. Автор е и на бестселъра „The Complete Idiot’s Guide to Writing a Novel“ (2004).
Неговите книги и разкази са преведени на дванадесет чужди езици.
Той е писал за сцената и телевизията, като сценарии, произведени за „American Playhouse“ (което му спечелва бронзова награда на Международния телевизионен и филмов фестивал на Ню Йорк 1984 г., както и наградата „Gabriel“). Написал е сценария за един от епизодите от четвъртия сезон на „Tales from the Darkside“ (1988) и за една от сериите на „Night Visions“ на телевизия „Fox TV“. Има и други сценарии, които не са били филмирани.
Пиесата му „U.F.O.!“, в съавторство с Грант Карингтън, е представена на летния драматургичен фестивал в Балтимор през 1982 г. и печели първа награда.
Томас Монтелеоне, заедно със семейството си, живее сред хълмовете на Мериленд в Грантъм, Ню Хемпшир. Той обича бейзбол, компютри, малцово уиски, отбрани вина, комикси, тонове книги за четене, всички видове музика (с изключение на песните, изпяти от хора, които носят големи шапки или панталони до коленете), и преподава на децата си как да бъдат независими мислители.
Забележка: Писателят моли да не го свързват с чикагския гангстер Том Монтелеоне.

## Произведения

### Самостоятелни романи
- Seeds of Change (1975)
- The Time Connection (1976)
- The Time-Swept City (1977)
- The Secret Sea (1979)
- Guardian (1980)
- Night Things (1980)
- Ozymandias (1981) – продължение на Guardian
- Night Train (1984) – продължение на Night Things
- Lyrica: A Novel of Horror and Desire (1986)
- Fantasma (1987)
- The Magnificent Gallery (1987)
- The Crooked House (1987) – с Джон Дечансие
- The Blood of the Lamb (1992) – награда „Bram Stoker“
Кръвта на Агнеца, изд.: ИК „Бард“, София (1996), прев. Юлия Чернева
- The Resurrectionist (1995)
- Between Floors (1997)
- Night of Broken Souls (1997)
- The Reckoning (1999) – продължение на „Кръвта на Агнеца“
- The Eyes of the Virgin (2002)
- Serpentine (2007) – графичен роман
- Submerged (2015)

### Серия „Dragonstar“ (в съавторство сДейвид Бишоф)
1. Dragonstar (1980)
2. Day of the Dragonstar (1983)
3. Night of the Dragonstar (1985)
4. Dragonstar Destiny (1989)

### Фентази серия „Borderlands“
1. Borderlands (1988)
2. Borderlands 2 (1991)
3. Borderlands 3 (1993)
4. Borderlands 4 (1994) – с Елизабет Монтелионе
5. Borderlands 5 (2004) – с Елизабет Монтелионе, награда „Bram Stoker“

### Серия „Nocturnia“ (в съавторство сФ. Пол Уилсън)
1. Definitely Not Kansas (2015)
2. Family Secrets (2016)

### Сборници разкази
- Dark Stars and Other Illuminations (1981)
- Rough Beasts and Other Mutations (2003)
- Fearful Symmetries (2004) – награда „Bram Stoker“

### Документалистика
- The Arts and Beyond: Visions of Man's Aesthetic Future (1977)
- The Mothers And Fathers Italian Association (2003) – награда „Bram Stoker“
- The Complete Idiot's Guide to Writing a Novel (2004 и 2010)

### Други романи
- Random Access Messages of the Computer Age (1984)
- Microworlds (1985)